# 劉廷芳 (1891年)
刘尊训（1891年1月8日—1947年8月2日），字廷芳，一字亶生，浙江省溫州永嘉縣人，中华民国基督教新教的传教士。

## 生平
1892年1月（光绪十七年）出生于浙江永嘉（今温州市区）。祖父经商，家道富足，但因吸食鸦片而早逝，祖母叶氏，中年丧夫守寡，饱受宗族亲戚欺淩，1878年因信奉基督教，被逐出刘氏家门，母子二人被温州内地会教会收留，叶氏后任教会女校校长。父刘世魁，年少时到山东芝罘内地会所办医院见习，后赴英国爱丁堡大学医学院学习，毕业后成为眼科医生，回国在台州临海行医，娶同乡李汝玉为妻，婚后生育四子二女，廷芳为长子。1900年，义和团事件，世魁护送母亲返乡，途中被兵痞打伤而逝，年仅36岁。
早年，刘廷芳入读教会学校艺文中学，1907年因江浙铁路风潮退学，赴上海就读上海圣约翰大学预科。1913年转学美国乔治亚大学，次年获学士学位，接着进入哥伦比亚大学学习，1915年获硕士学位，1918年，他在耶鲁大学神学院取得神学学士学位，并在纽约协和神学院讲授宗教教育学，成为中国人在美国神学院讲授非中国学问课程的第一人。1920年获哥伦比亚大学师范学院教育学和心理学博士学位。
刘廷芳于1920年回国，受聘为北京师范大学教育学研究院院长，同年兼任国立北京大学心理学讲师与燕京大学宗教学院神学教授，1921-1926年任燕大宗教学院院长，兼任燕京大学校长司徒雷登的助理，协助主持校务工作。
在1920年代初至1940年代中，在中國教會是動靜觀瞻的人物，他的貢獻是多方面的，可以说他是集多种恩賜于身的一个人。就科學方面，他是中國有數的心理學家；就文学方面說，他是個熱情的詩人，出過幾本詩集，還譯過幾種世界名著；就教育方面來說，他是心理教育学家，亦是宗教教育家；就心理学而言，他是漢語學習心理學家，他是中國最早對漢語教學心理學進行觀察與實驗的人，此後中國學者才開始了從教育、實驗、學習、知覺、認知等各個心理角度對中國語文行為的分析與研討；他也是神学家、教会音乐家、牧师，是中國基督徒團契運動的領導人，最早提倡基督教同道互相砥礪，生活的團契。可以说他这几种不同的恩賜都集合在一身。
- 他曾经作北京大学心理系的教授，燕京大学的宗教学院的院长，而且出版了“生命杂志”，“真理周刊”，后来和关叫作“真理生命月刊”。这在当年的教会里面是很重要一份刊物，他自己也办过一基督教文艺季刊叫“紫晶”这个文艺季刊。

他因为学问非常地好所以在中国基督教大会的时候，通常一定会请做专题的演讲。
- 在1922年那一次中国教会全国大会里面，他讲了一句话说“我们同意见解相歧，但决心彼此相爱”，就是说我们在见解上，在看法上可以有不同，但是我们一定要决心彼此相爱。这代表二零年代，三零年代，那事后教会领袖强调自立运动，强调合一运动，所以他这一句话也代表那一种时代的精神。

- 这一句名言也很多人常常引用，就是我们对一些不是基要真理的问题，对一些问题看法上可能会不一样。但是一定不要失去彼此相爱的心。

- 有關劉廷芳的生平，可參考吳昶興:《基督教教育在中國》(香港:浸會出版社，2005)，44-92頁。

1942年因肺结核病，赴美国就医。1947年8月2日，病逝于新墨西哥州阿尔伯克基长老会医院，时年仅56岁。

## 参看
本時期具代表性的中國傳道人：
- 石美玉
- 賈玉銘
- 宋尚節
- 倪柝聲
- 王載
- 王明道
- 中国自立教会